# Sylviane Aladin
Sylviane Aladin, nom de scène de Simone Raymonde Paurd, est une actrice française née le 15 mai 1925 à Belfort et morte le 10 août 1993 dans le 19e arrondissement de Paris. Elle est aussi connue comme artiste peintre.

## Filmographie
- 1946 : Nuits d'alerte de Léon Mathot
- 1947 : L'Homme de la nuit de René Jayet
- 1948 : Carrefour du crime de Jean Sacha
- 1949 : Mission à Tanger d'André Hunebelle
- 1949 : Ronde de nuit de François Campaux
- 1949 : Monseigneur de Roger Richebé
- 1950 : Miquette et sa mère de Henri-Georges Clouzot
- 1950 : La Valse de Paris de Marcel Achard
- 1950 : Véronique de Robert Vernay